# Велика Андрусівка
Велика Андрусі́вка — село в Україні, центр Великоандрусівської сільської громади Олександрійського району Кіровоградської області. Населення становить 1600 осіб.
Біля села розташований ботанічний заказник загальнодержавного значення «Цюпина балка», а також ландшафтні заказник місцевого значення: Острів Лисячий та Кінські острови.

## Географія
У селі балка Яр Пугачиха впадає у річку Дніпро (Кременчуцьке водосховище).

## Археологічні розвідки
Біля села в урочищі Інбек поселення бронзової доби розкопане Покровською й Петровською у 1961 році. Поселення мало розміри 200×150 м, на яких виявлено 10 жител: 8 з них були розташовані в ряд паралельно до краю болота на відстані 2-3 м одне від одного, довгою віссю паралельно берегу, а ще два інші знаходилися осторонь; з напільної сторони на поселенні виявлено п’ять зольників. 9 з 10 помешкань були спалені. Котловани 
мали різні розміри від 5×6 м до 10×12 м і глибину від 0.3 до 1 м.  Долівка місцями підмазана глиною, а в ній виявлені невеликі заглиблення та ями, частина з яких могла бути стовповими. Стінки котлованів від помешкань, що краще збереглися, були обшиті обвугленими дерев’яними дошками і колодами діаметром 20 см.
Біля села Тясминське городище часів чорноліської культури.

## Історія
Село засноване козаками в 2-й пол. XVII століття, до заснування Нової Сербії входило до складу Крилівської сотні Миргородського полку.
У 1752-64 роках тут була 16 рота новосербського Пандурського полку. Інші назви села — Корчиківський шанець, Чонград (сербський аналог — Чонград). Згодом — 7-ма рота Жовтого гусарського полку. В ті часи тут була державна митниця.
Станом на 1886 рік у селі Стецівської волості Олександрійського повіту Херсонської губернії мешкало 3060 осіб, налічувалось 512 дворових господарств, існувала православна церква.
За переписом 1897 року кількість мешканців зросла до 4442 осіб (2223 чоловічої статі та 2219 — жіночої), з яких 4389 — православної віри.
Під час організованого радянською владою Голодомору 1932—1933 років померло щонайменше 917 жителів села.

## Населення
Згідно з переписом УРСР 1989 року чисельність наявного населення села становила 1947 осіб, з яких 824 чоловіки та 1123 жінки.
За переписом населення України 2001 року в селі мешкало 1640 осіб.

### Мова
Розподіл населення за рідною мовою за даними перепису 2001 року:
| Мова       | Відсоток |
| ---------- | -------- |
| українська | 94,35 %  |
| російська  | 5,16 %   |
| вірменська | 0,24 %   |
| білоруська | 0,12 %   |
| молдовська | 0,06 %   |

## Відомі люди
Уродженцями села є Герой Радянського Союзу М. П. Дикий (1917—1967), а також письменник і драматург Антін Дикий.